# Through the Looking Glass
1999-ben, Olaszországban jelent meg a Jefferson Airplane Through the Looking Glass című, koncertfelvételeket tartalmazó válogatásalbuma. Az albumot a Get Back kiadó eredetileg dupla bakelit nagylemezként jelentette meg. A CD-kiadást 2002-ben a Metrodome jelentette meg. Három dal a Steel Riders – Marty Balin, Jorma Kaukonen és Skip Spence – előadásában hallható.

## Az album dalai
1. 3/5 of a Mile in 10 Seconds (Marty Balin) – 4:48
2. Don’t Slip Away (Marty Balin/Skip Spence) – 2:38
3. High Flyin’ Bird (Billy Edd Wheeler) – 4:06
4. It’s No Secret (Marty Balin) – 3:28
5. My Best Friend (Skip Spence) – 3:08
6. The Other Side of This Life (Fred Neil) – 6:56
7. Plastic Fantastic Lover (Marty Balin) – 3:51
8. She Has Funny Cars (Marty Balin/Jorma Kaukonen) – 3:27
9. Somebody to Love (Darby Slick/Grace Slick) – 3:54
10. This is My Life (Marty Balin/Jorma Kaukonen) – 5:05
11. Today (Marty Balin/Paul Kantner) – 3:06
12. Watch Her Ride (Paul Kantner) – 3:08
13. What You’re Asking (Marty Balin/Jorma Kaukonen/Skip Spence) – 5:28 (Steel Riders)
14. White Rabbit (Grace Slick) – 2:18
15. Would You Love Me (Marty Balin/Jorma Kaukonen/Skip Spence) – 4:13 (Steel Riders)
16. You're So Loose (Marty Balin/Jorma Kaukonen/Skip Spence) – 4:02 (Steel Riders)